# Dysna (villaggio)
Dysna è un piccolo centro abitato del distretto di Ignalina della contea di Utena, nel nord-est della Lituania. Secondo il censimento del 2011, la popolazione ammonta a 62 abitanti. Si trova a 12 chilometri a est di Tverečius, proprio a ridosso del confine con la Bielorussia: si tratta inoltre del centro abitato tra quelli più orientali di tutta la Lituania. L'insediamento è situato sulla riva destra del fiume Dysna, da cui prende il nome. Il villaggio vanta una cappella, una succursale della scuola della vicina Didžiasalis e una biblioteca pubblica.
Il vicino deposito di argilla è uno dei tre più grandi della Lituania ed è stato utilizzato commercialmente nel 1974-1995.

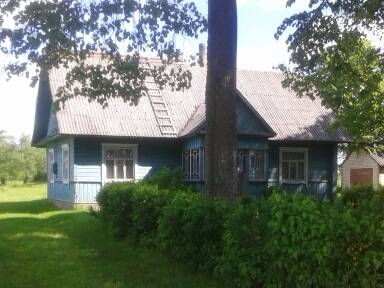
La casa di Dysna dove visse Augustinas Voldemaras

L'attivista nazionale e politico lituano e membro del parlamento Augustinas Voldemaras è nato e vissuto nel villaggio.

## Galleria d'immagini

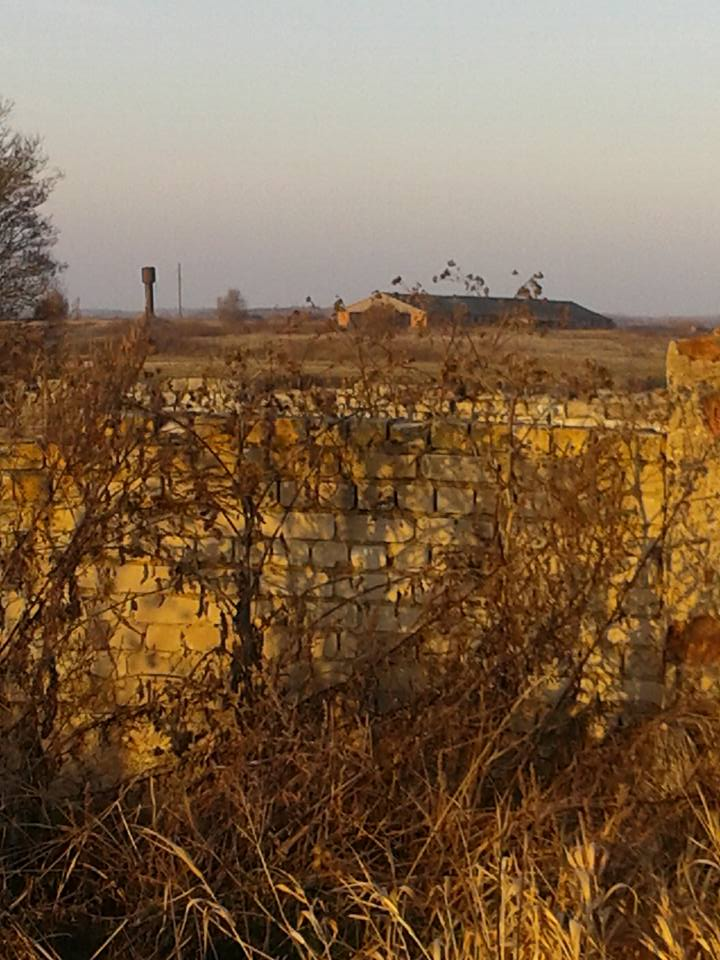
Fattoria abbandonata. In lontananza, si può scorgere una fattoria bielorussa con una torre dell'acqua
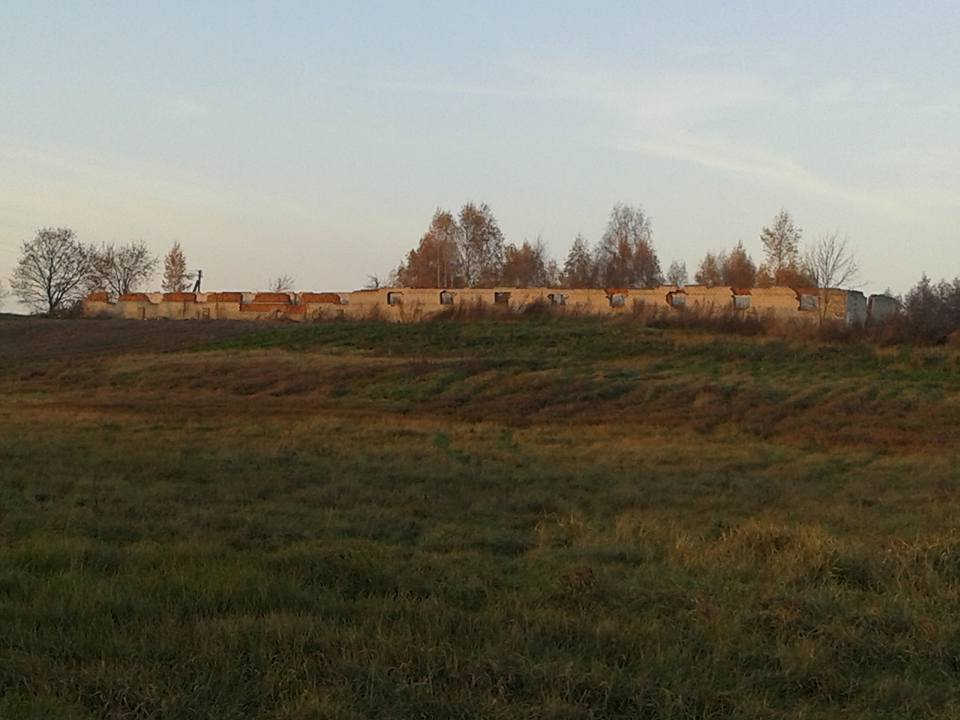
Fattoria abbandonata del periodo sovietico
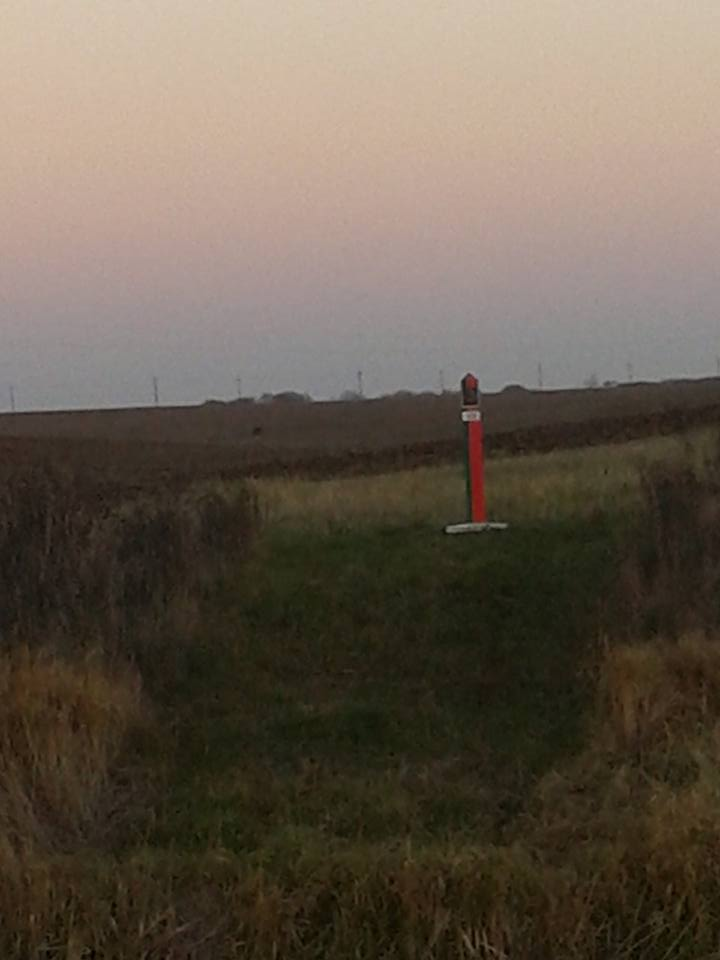
Indicazione del confine tra la Bielorussia e la Lituania a cavallo tra Dysna e Bučjany
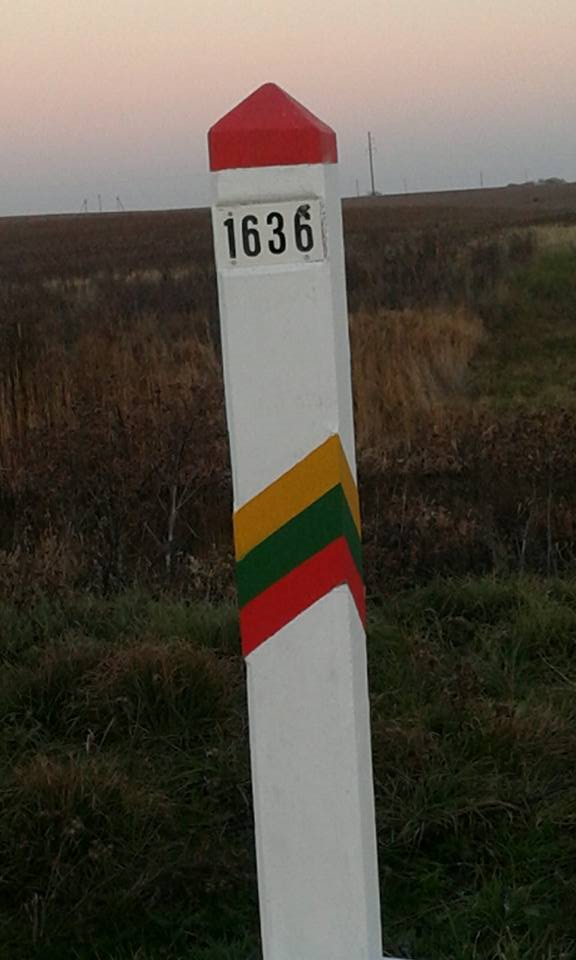
Punto di riferimento del confine lituano n. 1636
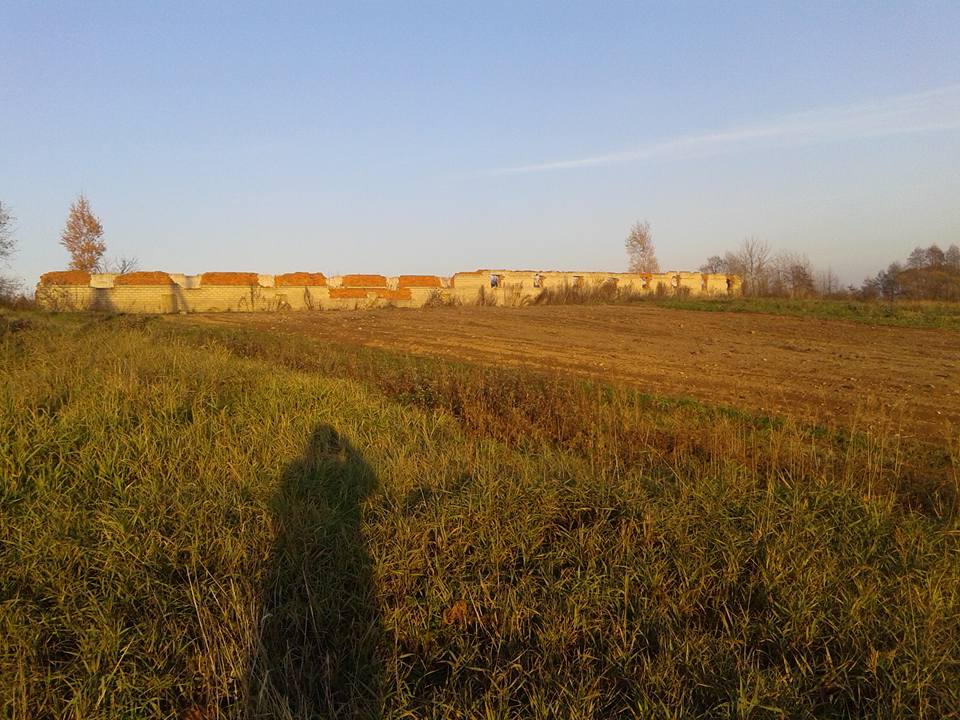
Altra fattoria abbandonata